# Kathedrale von Genua

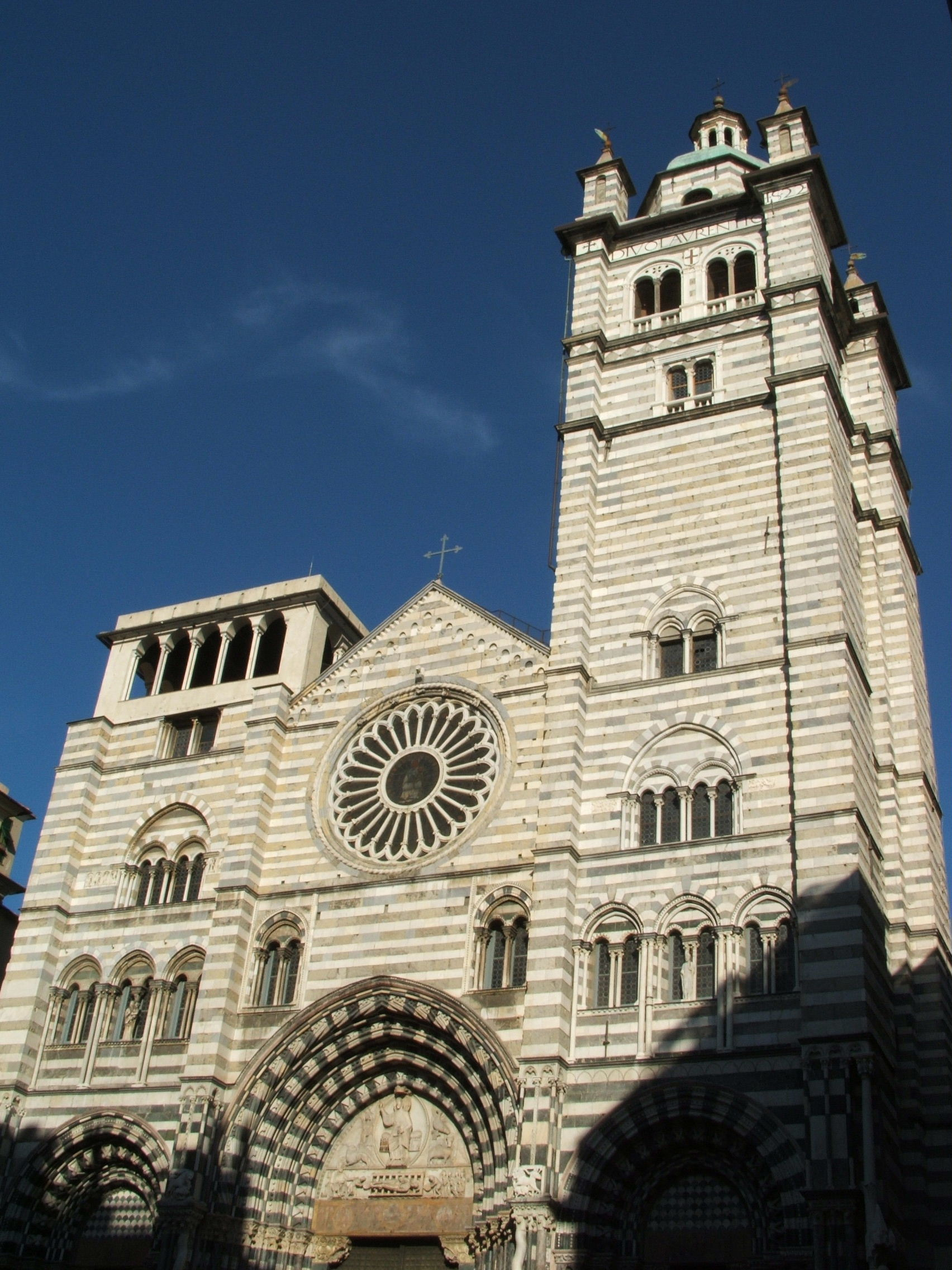
Fassade

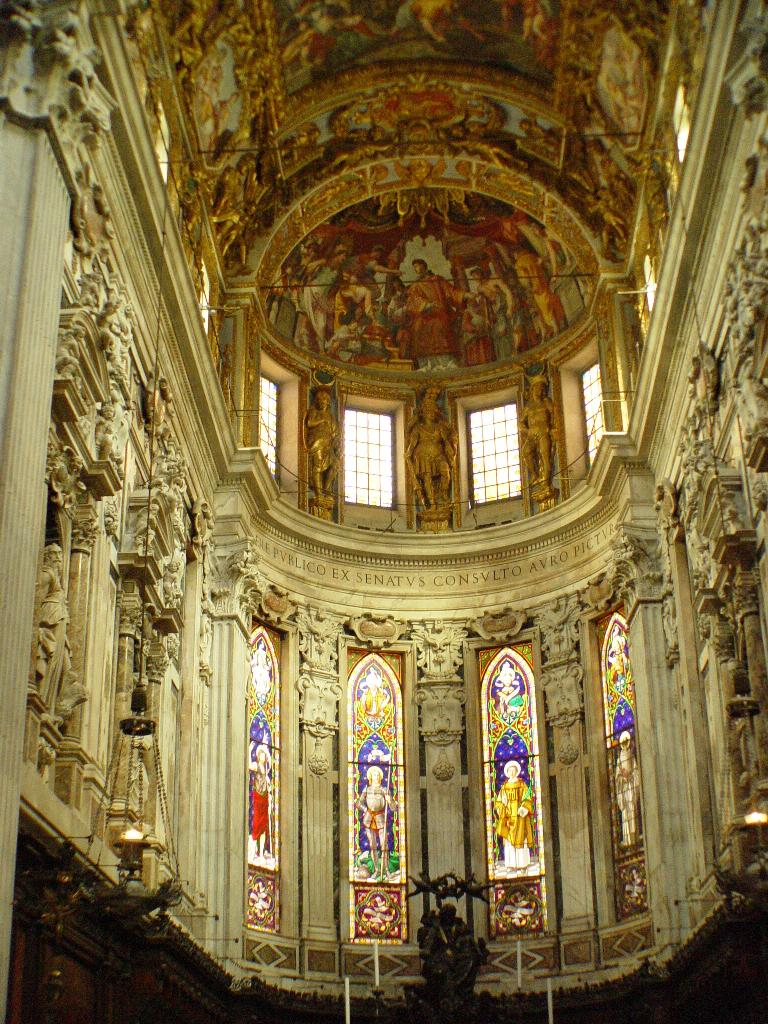
Innenansicht

Die Kathedrale San Lorenzo (Kathedrale Sankt Laurentius) ist die Kathedralkirche des Erzbistums Genua und befindet sich im historischen Teil der Stadt in der Nähe zum Porto Antico, dem Touristenhafen von Genua. Sie wurde 1118 von Papst Gelasius II. geweiht. Mit dem Bau der mittelalterlichen Kirche wurde um 1100 begonnen. Fertiggestellt wurde sie jedoch erst gegen Ende des 15. Jahrhunderts. Wegen dieser epochenübergreifenden Konstruktionsgeschichte weist die Kathedrale sowohl Merkmale der romanischen wie auch der gotischen Baukunst auf.

## Geschichte
Die erste Kathedrale Genuas wurde wahrscheinlich im 5. oder 6. Jahrhundert erbaut und dem damaligen Bischof San Siro geweiht. Ausgrabungen unter dem angrenzenden Steinpflaster und dem Platz vor der heutigen Front der Chiesa di San Siro brachten römische Mauerruinen und Straßenanlagen, wie auch vorchristliche Sarkophage ans Tageslicht. Demnach hatte sich auf dem Grund der damaligen Kathedrale mit hoher Wahrscheinlichkeit ein antiker Friedhof befunden. Der Titel der Kathedralskirche wurde später der neuen Kathedrale Sankt Laurentius übergeben. Der Bau des romanischen Kirchengebäudes um 1100 wurde durch die erfolgreichen Unternehmungen der genuesischen Flotte in den Kreuzzügen finanziert.
Der „Umzug“ der Kathedrale beschleunigte die Urbanisierung des Stadtgebietes, welches mit dem Bau der Stadtmauer 1155 und dem Zusammenschluss der alten Stadtkerne Castrum, Civitas und Burgus zum Mittelpunkt von Genua wurde. Die Kathedrale wurde 1118 von Papst Gelasius II. gesegnet und bekam 1133 durch Papst Innozenz II. den erzbischöflichen Rang. Bei Kämpfen zwischen den Ghibellinen und Guelfen 1296 wurde das Gebäude durch Brand schwer beschädigt. Zwischen 1307 und 1312 wurde die Fassade fertiggestellt und die Kolonnaden einschließlich Emporen restauriert. Die romanische Struktur der Kirche war bei den Arbeiten bisher weitestgehend intakt geblieben.
Im Zeitraum zwischen dem 14. und 15. Jahrhundert wurden zahlreiche Altäre und Kapellen angegliedert. Die kleine Loggia am Nordostturm wurde 1455 angebaut. Die gegenüberliegende, in manieristischem Stil angelegte, stammt hingegen aus dem Jahr 1522. 1550 wurde der Architekt Galeazzo Alessi mit der Rekonstruktion der Kathedrale beauftragt, führte jedoch nur die Überdachung des Haupt- und Seitenschiffs, die Konstruktion der Kuppel und der Apsis aus.
Der Bau der Kathedrale fand erst im 17. Jahrhundert seinen Abschluss. Die Kuppel und die mittelalterlichen Bestandteile der Kirche wurden zwischen 1894 und 1900 restauriert.

## Erhaltene Kirchenmalereien
- Unbekannter byzantinischer Maler (um 1300): Fresken am inneren Bogen des Hauptportals (Christus mit den Aposteln beim Abendmahl) und an der Innenseite des linken Kirchenschiffs (Sankt Peter und Sankt Georg)
- Luca Cambiaso: Fresko „Die Himmelfahrt“ am Kapellengewölbe des linken Seitenschiffs
- Federico Barocci: Kruzifix mit Heiligen (Sankt Sebastian), 1596
- Giovanni Andrea Ansaldo: Ante der Orgelkonstruktion mit Episoden aus dem Leben Sankt Laurentius’
- Lazzaro Tavarone: Gewölbe des Presbyteriums (Richtung und Martyrium des Sankt Laurentius)
- Lazzaro Tavarone: Fresko aus dem abgerissenen Krankenhaus Pammatone an der Mauer des rechten Seitenschiffs
- Gaetano Previati (circa 1914): Die Heilige Jungfrau

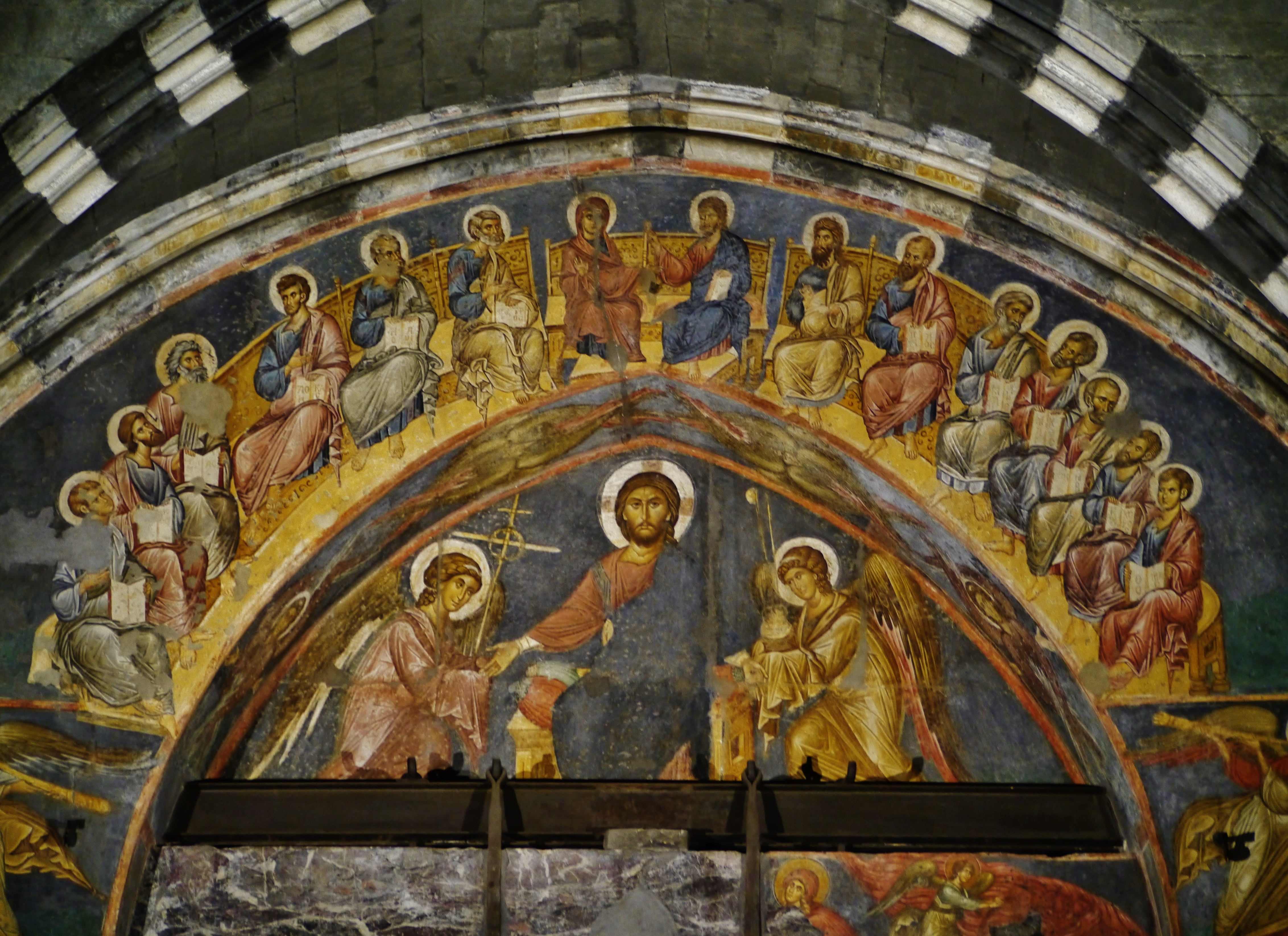
Christus mit den Aposteln beim Abendmahl
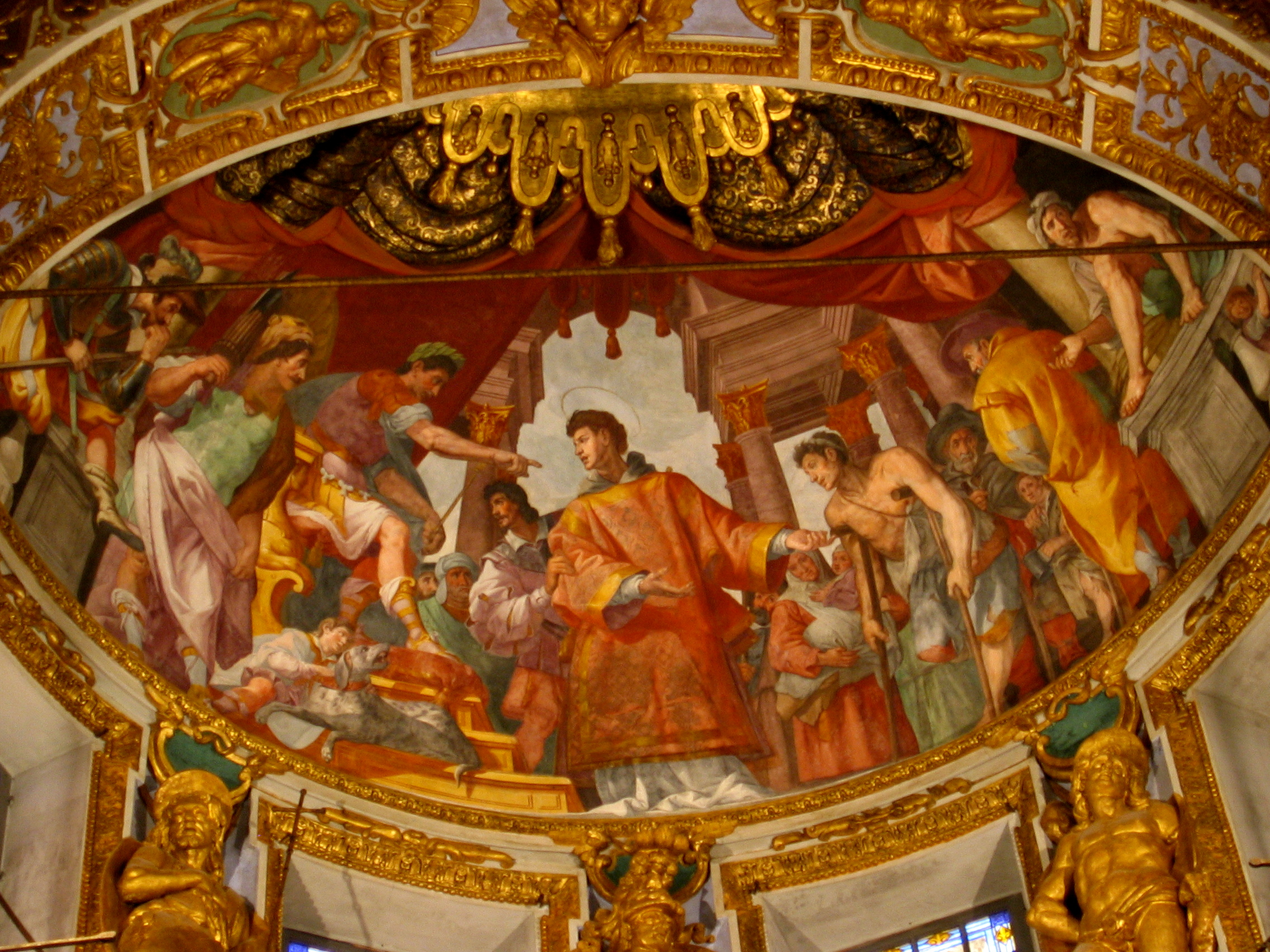
Laurentius von Rom zeigt dem Kaiser die Armen
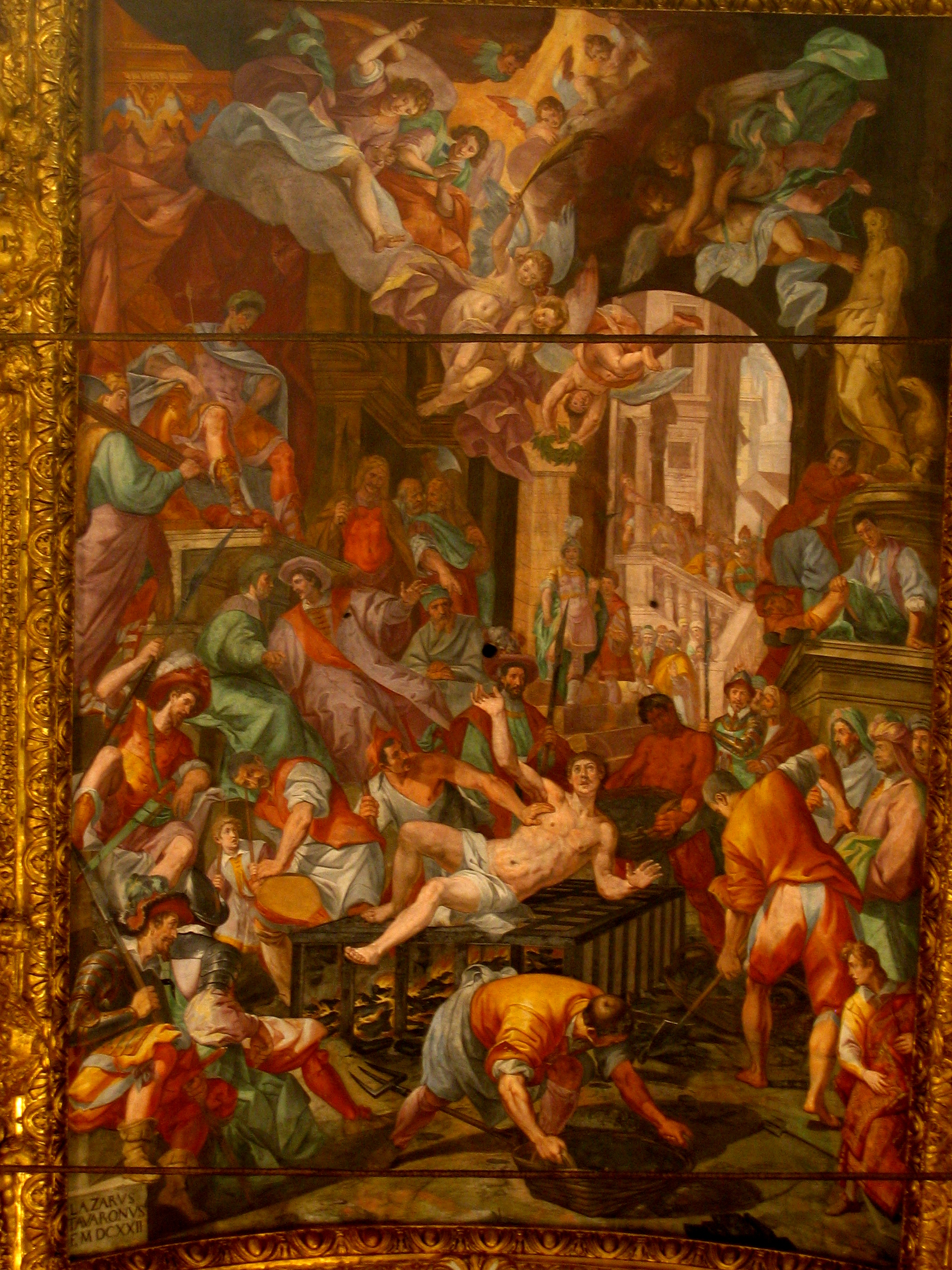
Martyrium des hl. Laurentius von Rom
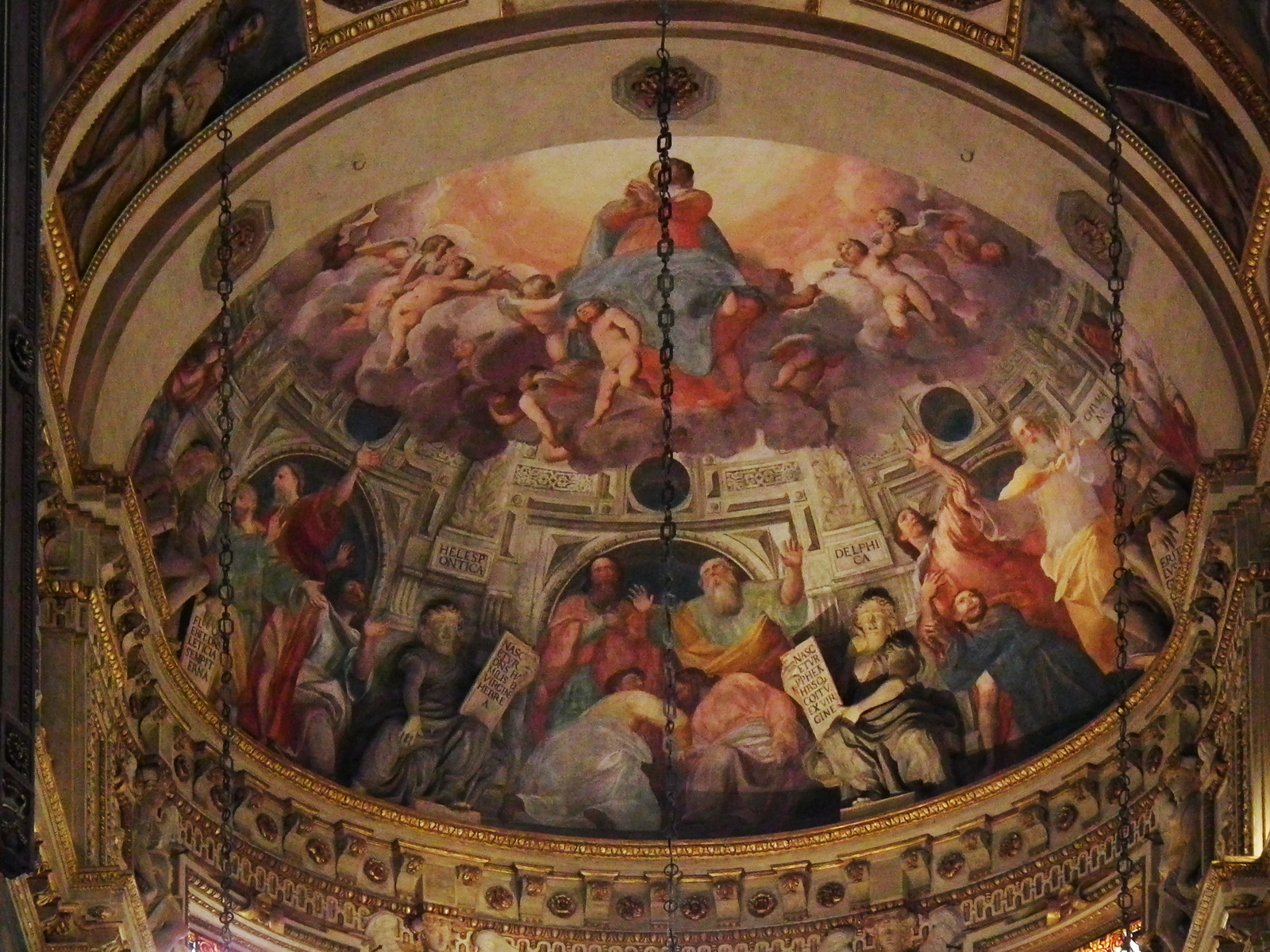
„Die Himmelfahrt“

## Erhaltene Skulpturen

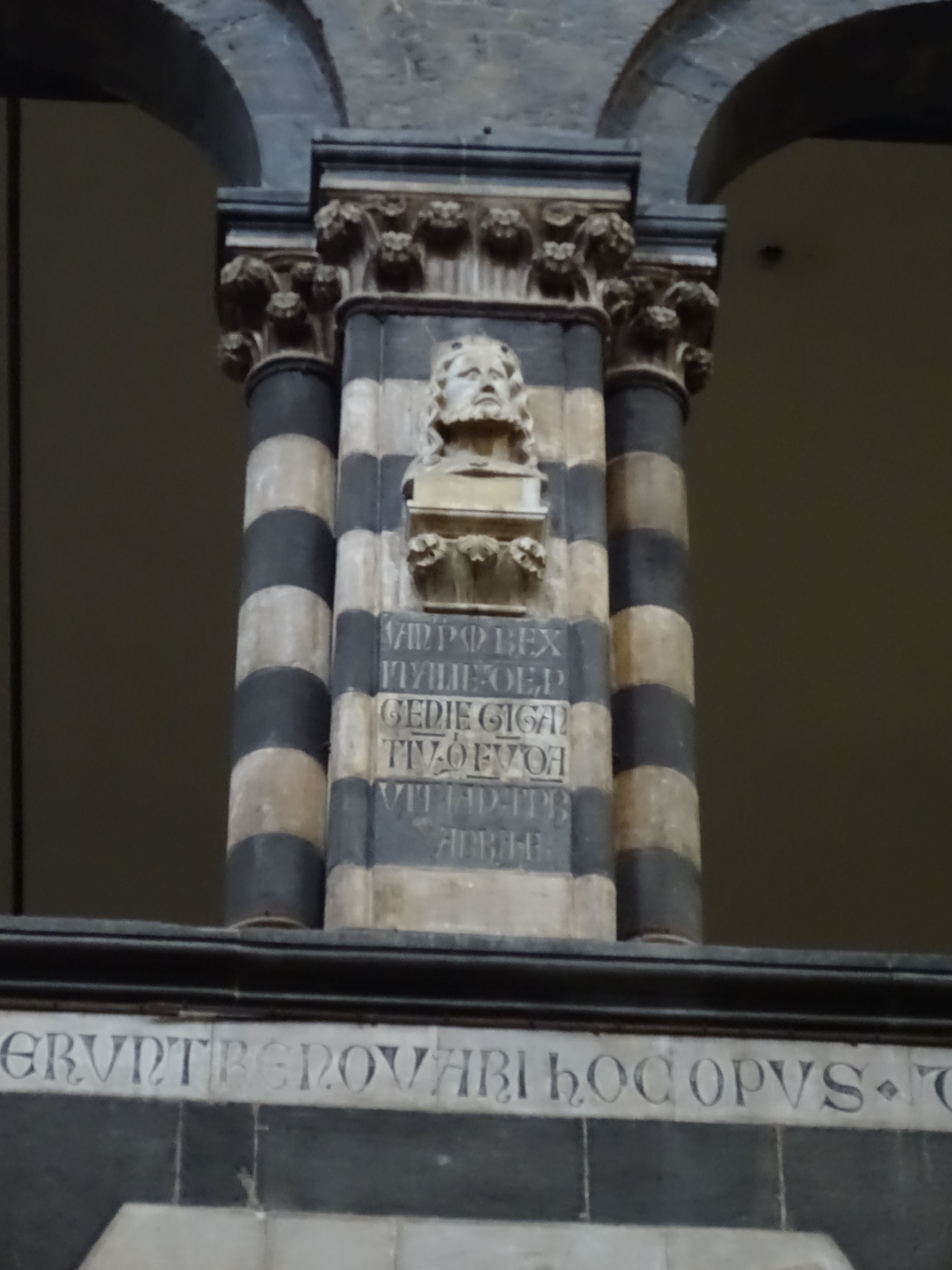
Büste des Gottes Janus als vermeintlichen Stadtgründers Genuas

- romanische Skulpturen mit erkennbarem Comoer Einfluss, Außenseite Portal San Giovanni, 11. Jahrhundert
- romanische Skulpturen mit erkennbarem Pisaer Einfluss, Außenseite Portal San Gottardo, 12. Jahrhundert
- gotische Skulpturen in den Hauptportalen, Christus mit Sankt Laurentius und Jessebaum in den Torpfosten
- Statuen in der San Giovanni Kapelle, Werke von Domenico Gagini und Matteo Civitali
- Giacomo und Guglielmo della Porta, Kapelle Giuliano Cybo
- Büste des Gottes Janus im Mittelschiff mit darunter angebrachter Inschrift „Jan(us) p(ri)m(us) rex Italie de p(ro)genie gigantiu(m) q(ui) fu(n)davit Jan(uam) t(em)p(o)r(e) Abrahe“ („Janus, erster König Italiens, aus der Nachkommenschaft der Giganten, der Janua (= Genua) zur Zeit Abrahams gründete“).[4]

## Orgel

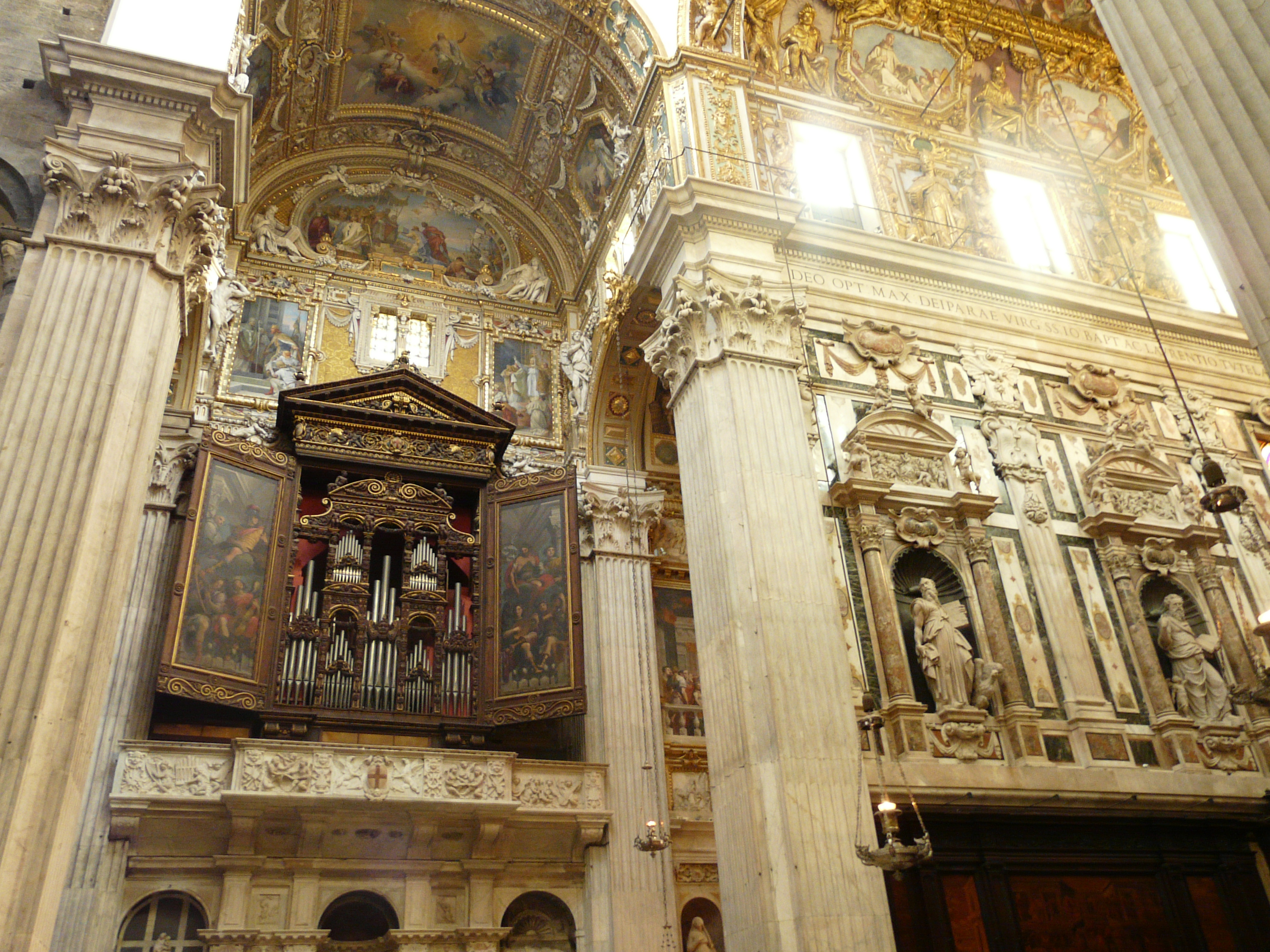
Blick auf die Orgel

Die Geschichte der Orgeln reicht zurück bis in das Jahr 1391. Im Laufe der Zeit gab es verschiedene Orgeln. Die heutige Orgel wurde 1932 in Auftrag gegeben und 1936 fertiggestellt, wobei das vorhandene Material der damals bereits vorhandenen Orgeln wiederverwendet wurde. Das Instrument wurde in den Jahren 2002 bis 2003 umfassend restauriert und erweitert. Das Instrument hat 70 klingende Register (und drei transmittierte Register im Pedal) und ein Effektregister auf vier Manualen und Pedal. Die Trakturen sind elektrisch.
| I Positivo C–     |    |
| Principale        | 8′ |
| Corno di Camoscio | 8′ |
| Ottava            | 4′ |
| Decimaquinta      |    |
| Decimanona        |    |
| Ripieno III       |    |
| Sesquialtera      |    |
| Cromorno          | 8′ |
| Tremolo           |    |

| II Grande Organo C– |     |
| Principale          | 16′ |
| Principale Robusto  | 8′  |
| Principale Primo    | 8′  |
| Principale Secondo  | 8′  |
| Flauto Traversiere  | 8′  |
| Dulciana            | 8′  |
| Ottava              | 4′  |
| Flauto in Ottava    | 4′  |
| Duodecima           |     |
| Decimaquinta        |     |
| Ripieno Grave IV    |     |
| Ripieno Acuto V     |     |
| Cornetto V          |     |
| Tromba              | 16′ |
| Tromba              | 8′  |
| Tuba Mirabilis      | 8′  |
| Voce Umana          | 8′  |

| III Espressivo C– |        |
| Bordone           | 16′    |
| Principale        | 8′     |
| Bordone           | 8′     |
| Corno Dolce       | 8′     |
| Viola d’amore     | 8′     |
| Ottava            | 4′     |
| Flauto            | 4′     |
| Nazardo           | 2 ⁄3′  |
| Ottavino          | 2′     |
| Decimino          | 1 3⁄5′ |
| Piccolo           | 1′     |
| Ripieno V         |        |
| Tromba Armonica   | 8′     |
| Corno Inglese     | 8′     |
| Hautbois          | 8′     |
| Voce Celeste      | 8′     |
| Campane           |        |
| Tremolo           |        |

| IV Organo Eco C–   |     |
| Principale Amabile | 16′ |
| Eufonio            | 8′  |
| Bordone            | 8′  |
| Clarino Labiale    | 8′  |
| Claribel           | 8′  |
| Viola Dolce        | 8′  |
| Dolce              | 8′  |
| Dulciana           | 4′  |
| Flauto Conico      | 4′  |
| Flauto in XII      |     |
| Salicet            | 2′  |
| Pienino Etereo II  |     |
| Oboe               | 8′  |
| Vox Humana         | 8′  |
| Concerto Viole     | 8′  |
| Voce Eterea        | 8′  |
| Tremolo            |     |

| Pedale C–          |     |
| Acustico           | 32′ |
| Contrabbasso       | 16′ |
| Principale         | 16′ |
| Subbasso           | 16′ |
| Basso Armonico     | 8′  |
| Bordone            | 8′  |
| Ottava             | 4′  |
| Posaune            | 16′ |
| Bombarda           | 16′ |
| Posaune            | 8′  |
| Trombone           | 8′  |
| Clarone            | 4′  |
| Campane            |     |
| Bordone (O.E.)     | 16′ |
| Bordone (O.E.)     | 8′  |
| Violoncello (O.E.) | 8′  |